# 2:00PM Time For Change
『2:00PM Time For Change』（トゥー・ピーエム・タイム・フォー・チェンジ）は、韓国の男性アイドルグループ2PMの2枚目のシングルアルバム（ミニ・アルバム）。 JYPエンターテインメントより、2009年4月16日発売。

## トラックリスト
1. What Time Is It Now
2. Again&Again
3. お前が憎い (니가 밉다)
4. 帰ってくるかも知れなくて (돌아올지도 몰라)
5. Again&Again (R&B Mix)
6. Again&Again (Inst.)
7. お前が憎い(Inst.)
8. 帰ってくるかも知れなくて(Inst.)

## クレジット
- What Time Is It Now 
  - 作詞・作曲：J.Y.Park"The Asiansoul" (パク・ジニョン)
- Again&Again
  - 作詞・作曲：J.Y.Park"The Asiansoul" (パク・ジニョン)
- お前が憎い (니가 밉다)
  - 作詞・作曲：김 창대 (창 따이)
- 帰ってくるかも知れなくて (돌아올지도 몰라) 
  - 作詞・作曲：조 종수"FAME-J"

## 音楽番組チャート１位

### Again＆Again
- 2009年5月 7日Mnet Mカウントダウン1位
- 2009年5月10日SBS人気歌謡ミュティズンソング
- 2009年5月14日Mnet Mカウントダウン1位
- 2009年5月17日SBS人気歌謡ミュティズンソング
- 2009年5月21日Mnet Mカウントダウン1位（トリプルクラウン）
- 2009年5月24日SBS人気歌謡ミュティズンソング（トリプルクラウン）
- 2009年5月27日Mnet Mカウントダウン5月のOnly one Song
- 2009年6月12日KBSミュージックバンクKチャート1位

### お前が憎い (니가 밉다)
- 2009年7月 2日Mnet Mカウントダウン1位
- 2009年7月 3日KBSミュージックバンクKチャート1位
- 2009年7月 9日Mnet Mカウントダウン1位
- 2009年7月16日Mnet Mカウントダウン1位（トリプルクラウン）
- 2009年7月30日Mnet Mカウントダウン7月のOnly one Song